# Dagmar Urbancová
Dagmar Urbancová (* 23. Mai 1983 in Uherské Hradiště) ist eine ehemalige tschechische Fußballspielerin.

## Karriere

### Vereine
Urbancová begann in Bánov beim ortsansässigen Fußballclub (gemeinsam mit Jungen) mit dem Fußballspielen und wechselte später zum Zweitligisten DFC Compex Otrokovice, mit dem sie – im Verlauf in die Erste Liga aufgestiegen – 2001 Zweiter der Meisterschaft wurde.
Von 2002 bis 2007 gehörte sie dem Bundesligakader des FC Bayern München an und bestritt in dieser Zeit 59 Punktspiele. Ihr Bundesligadebüt gab sie am 9. August 2002 (3. Spieltag) beim 2:1-Sieg im Heimspiel gegen den FFC Brauweiler Pulheim.
In ihrer Premierensaison für Bayern München, in der sie am 1. Dezember 2002 (11. Spieltag) beim 6:1-Sieg im Heimspiel gegen Tennis Borussia Berlin mit dem Treffer zum 1:1 in der 17. Minute ihr einziges Tor erzielte, bestritt sie 18 weitere Bundesligabegegnungen, die sie mit der Mannschaft zehnmal siegreich beendete.
Bis zu ihrem letzten Pflichtspiel für  Bayern München am 29. April 2007 (17. Spieltag), bei der 0:3-Niederlage im Heimspiel gegen den FCR 2001 Duisburg, kam sie 40 weitere Male in der höchsten deutschen Spielklasse zum Einsatz. Obwohl sie dem Verein in der Saison 2007/08 noch angehörte, verließ sie ihn am Jahresende 2007 und kehrte nach Tschechien zurück.

### Nationalmannschaft
Am 13. Oktober 1998 debütierte sie im Nationaltrikot der U-19-Nationalmannschaft, die in Passau mit 5:0 gegen die Auswahl Ungarns gewann. Ihr erstes Länderspieltor erzielte sie am 8. November 2000 in Nakskov beim 5:0-Sieg gegen die Auswahl Österreichs mit dem Treffer zum Endstand in der 90. Minute. Ihr letztes Länderspiel krönte sie am 20. Oktober 2001 in Lázně Bohdaneč mit dem 1:0-Siegtreffer in der 29. Minute gegen die Auswahl Israels.
Für die A-Nationalmannschaft bestritt sie vom 27. Mai 2000 bis 26. Mai 2005 27 Länderspiele und erzielte vier Tore. Bei ihrem Debüt in Dublin gewann sie das Qualifikationsspiel für die Europameisterschaft 2001 gegen die Auswahl Irlands. Ihr erstes Länderspieltor erzielte sie in ihrem zweiten Länderspiel am 17. Juni 2000 beim 2:1-Sieg in Zagreb gegen die Auswahl Kroatiens mit dem Treffer zum Endstand in der 48. Minute. Ihr letztes Länderspiel ging in Walsall mit 1:4 gegen die Auswahl Englands verloren.

## Erfolge
- Zweiter der Meisterschaft 2001 (mit dem DFC Compex Otrokovice)
- Sieg im TennisDoppel mit Vero gegen Aylin und Lise Mai 2024